# Greater Bendigo
Greater Bendigo är en kommun i Australien. Den ligger i delstaten Victoria, omkring 130 kilometer norr om delstatshuvudstaden Melbourne. Antalet invånare var 110 477 vid folkräkningen 2016.
Följande samhällen finns i Greater Bendigo:
- Bendigo
- Kangaroo Flat
- Golden Square
- Kennington
- Long Gully
- White Hills
- Quarry Hill
- Epsom
- Elmore
- Longlea